# Prowin
Prowin温特有限公司（德語：Prowin Winter GmbH）是德国的一家多层次传销企业，分销种类包括清洁用品、保健品及饲料。